# Ensemble MidtVest
Ensemble MidtVest er et professionelt kammerensemble etableret i 2002 og opererer som basisensemble i det midt-vestlige Jylland. Det har siden 2009 haft hovedkvarter på HEART – Herning Museum of Contemporary Art - hvor det også har en koncertsal.
Det består i øjeblikket af fem strygere, en blæserkvintet og en pianist. Det bliver støttet af Herning, Holstebro, Struer og Ikast-Brande kommuner og af Statens Kunstråd, men modtager også penge fra forskellige private sponsorer. I budgettet for 2017 regnes med 57% fra staten, 31% fra kommunerne, 7% fra sponsorer og 5% fra egenindtægter.

## Virksomhed
Ensemble MidtVest spiller ca. 80 koncerter om året i ind- og udland, fordelt på omkring 15 forskellige produktioner, dels i Midt- og Vestjylland, hvor det kunstneriske program jævnligt suppleres med formidlingsaktiviteter til både børn og voksne, og dels andre steder i Danmark og i udlandet. Ensemblet har således optrådt i Sverige, Norge, Tyskland, Polen, Italien, Storbritannien, Grækenland, Brasilien, Canada og USA. bl.a. på en række festivaler for kammermusik.
Ensemblet har samarbejdet med en lang række gæstemusikere, heriblandt klarinettisten Martin Fröst, cellisten Thorleif Thedéen, bandoneonisterne Per Arne Glorvigen og Paolo Russo samt Den Danske Strygekvartet.
Siden sin etablering har Ensemble MidtVest hver sommer afholdt en kammermusikfestival på herregården Nørre Vosborg i Vemb ved den jyske vestkyst, og fra 2015 tillige en vinterfestival ”Vintertoner”, som går på skift mellem ensemblets fire støttekommuner

### Samarbejde med andre musik- & kunstarter
Ud over den traditionelle kammermusik arbejder ensemblet med improvisation med henblik på at udvikle et fælles og unikt musikalsk sprog. I den forbindelse har jazzmusikeren Carsten Dahl været tilknyttet som kunstnerisk konsulent for ensemblet siden 2007, hvilket bl.a. har resulteret i to stumfilmskoncertprojekter med improviseret musik: Fritz Langs ”Metropolis” (2007/08, med Tina Kiberg og MidtVest Pigekor) og Alfred Hitchcocks ”The Manxman” (2008).
Den klassisk uddannede oboist Henrik Goldschmidt var, tilknyttet som kunstnerisk konsulent i perioden 2008-2010. Sammen med ham har Ensemble MidtVest spillet med jødiske og arabiske musikere, bl.a. fra det prisvindende The Middle East Peace Orchestra, som Henrik Goldschmidt er en af initiativtagerne bag. Ensemblet har ligeledes samarbejdet med en række danske populær-musikere, bl.a. Steffen Brandt, Teitur, Dicte, Tobias Trier og Tina Dickow, samt svenske Lars Jansson Trio. Desuden har ensemblet samarbejdet med Odin Teatret, om Frans Winthers opera ”Ezra” på Operaen i København i 2008 og ”Don Giovanni all’inferno” på Ravenna Festivalen i Italien i 2006. Fra 2014 har endvidere fagottisten Sergio Azzolini været tilknyttet som kunstnerisk konsulent for ensemblet med fokus på den tidlige klassiske musik.

## CD-udgivelser
- Mozart & Brahms: Klaverkvartetter (Paula 2006)
- Hans Abrahamsen: Works for Wind Quintet (Dacapo 2016)
- Niels W. Gade: Chamber Works, Vol. 1 (cpo 2015)
- Vagn Holmboe: Chamber Music (I): Dacapo 2011)
- Vagn Holmboe: Chamber Music (II) (Dacapo 2013)
- Niels W. Gade: Chamber Works, Vol. 2 (cpo 2016)
- Jørgen Jersild: Chamber Music (Dacapo 2013)
- Carl Nielsen: Complete Chamber Works for Winds (cpo 2014)
- Francis Poulenc: Wind Sonatas/ Wind Trio (Chamber Works) (cpo 2012)
- Lars Jansson: Worship Of Self : Lars Jansson Trio, Ensemble MidtVest (Prophone 2012)
- Peter Bruun: The Green Groves (Dacapo 2016)
- Niels W. Gade: Kammermusik Vol.3 (cpo 2017)
- Samarbejdet med Carsten Dahl er bl.a. dokumenteret på CD’en ”Soliloquy” og dobbelt-CD’en ”Synesthesia & Metropolis” (begge på ExLibris/Storyville),